# José Lopes da Silva
José Lopes da Silva (Ribeira Brava, ilha de São Nicolau, Cabo Verde, 15 de Janeiro de 1872 — Mindelo, 2 de Setembro de 1962) foi um professor, jornalista e poeta caboverdeano.